# Матија Дедић
Матија Дедић (Загреб, 2. март 1973 — Загреб, 8. јун 2025) био je хрватски пијаниста и композитор српског порекла. Његови родитељи су певачи Арсен Дедић и Габи Новак.

## Биографија
Матија Дедић је рођен 2. марта 1973. године у Загребу, где је завршио Средњу музичку школу „Ватрослав Лисински”. Рођен у породици музичара, па је музиком почео да се бави веома рано. Са пет година почео је да свира класичну музику на клавиру. Слушао је скоро све музичке стилове и убрзо открио џез који му је дао прилику за креативнији и личнији поглед на музику. По завршетку средње музичке школе 1991. одлази у Грац где уписује џез академију. Имао је приватне часове код Џона Тејлора из Келна, Хала Галпера, Била Добинса и Берија Хариса. Дипломирао је 1997. године у класи професора Харалда Нојвирта.

## Каријера
У Загреб се враћа 1997. године и убрзо постиже велики углед на хрватској музичкој сцени. Током ових година свирао је са сопственим бендом под називом Болијерс квартет са којим је пратио велике џез музичаре попут Бенија Голсона, Кенија Барела, Роја Хејнса, Хозеа Фелисијана и бенда „Ол старс бенд”. У међувремену је имао прилику да наступи и са Тамаром Обровац и њеним квартетом. Крајем 1990-их Матија је основао трио Матија Дедић Трио, који је изводио сопствена дела. Са њим и даље свирају искусни џез музичари из квартета Тамара Обровац, Жига Голоб (контрабас) и Крунослав Левачић (бубњеви).

## Дискографија
- Octopussy (1998)
- Solo/Part 1 (2000)
- Handwriting (2001)
- Темпера (2002)
- Други поглед (2005)
- Visiting Bruxeless (2006)
- Life of flowers (2008)
- Матија свира Арсена (2015)
- Ligherian Rhapsody (2015)
- Мале Љубави …Сусрети ‎(2017)
- Тајне вјештине (2020)
- Даме (2021)